# Godolphin grófja
A Godolphin grófja cím (alcím: Rialton vikomtja) az angol főrend része volt. 1706-ban hozták létre az 1684-ben Godolphin bárójává ( I.) kreált Sidney Godolphin számára, aki ekkor a főkincstárnoki tisztségét töltötte be. Godolphin a XVII-XVIII. századforduló egyik vezető politikusa volt, a Térdszalagrend lovagja és Scilly-szigetek kormányzója. Halálakor címei egyetlen gyermekére, Francisre szálltak.
A második Godolphin gróf feleségül vette Henrietta Churchillt, Marlborough hercegnőjét. Egyetlen fiuk, William Godolphin, Blandford márkija gyermektelenül és szüleit megelőzve hunyt el. 1735-ben a gróf új brit főnemesi rangot nyert, a Godolphin bárója ( II.) címet. A cím azzal a különleges kikötéssel született, hogy ha nem születik a grófnak férfiági utóda, úgy a cím öröklődjön elhunyt nagybátyja, Henry Godolphin (a Szent Pál-székesegyház dékánja) férfiági leszármazottaira. A második gróf 1766-os halálával a grófi cím, a vikomti cím és az 1684-es bárói cím kihaltak, de az 1735-ben létrehozott bárói cím unokatestvérére, Francis Godolphinre szállt, aki így lett Godolphin 2. bárója. Ez a cím 1785-ben vele szállt a sírba.
A Godolphin báró címet harmadszor ( III.) 1832-ben hozták létre Francis Godolphin Osborne (1777–1850) részére. Fia, George Godolphin Osborne (1802–1872) volt a második Godolphin báró, később Leeds 8. hercege lett. Ez a bárói cím 1963-ban, az utolsó Leeds herceggel halt ki.
A Godolphin család ősi székhelye a cornwalli Helston közelében fekvő Godolphin House volt. A család jelentős szerepet játszott a bányászatban: számos bánya működött birtokaikon. A Wheal Vor bányaüzemben például 1715-ben az új találmánynak számító Newcomen-gőzgéppel is kísérleteztek.
A szócikk speciális jelölései
A szócikkhez szorosan kötődő főnemesi címek mellett előfordulhat a ( 1488 II) jelzés. Ez azt jelenti, hogy a nemesi címet az angol peerage-ben, főrendben hozták létre 1488-ban. Ez volt a cím második létrehozása. Gyakran csak a létrehozás sorszámát jelentő római számokat adjuk meg.
A dőlt betűs, kurzív nemesi cím jelentése: a viselő az apja (esetleg nagyapja) második (harmadik) címét viseli, az az ő az örökös vagy az örökös örököse.

## Sidney Godolphin, Godolphin 1. grófjaKGPC

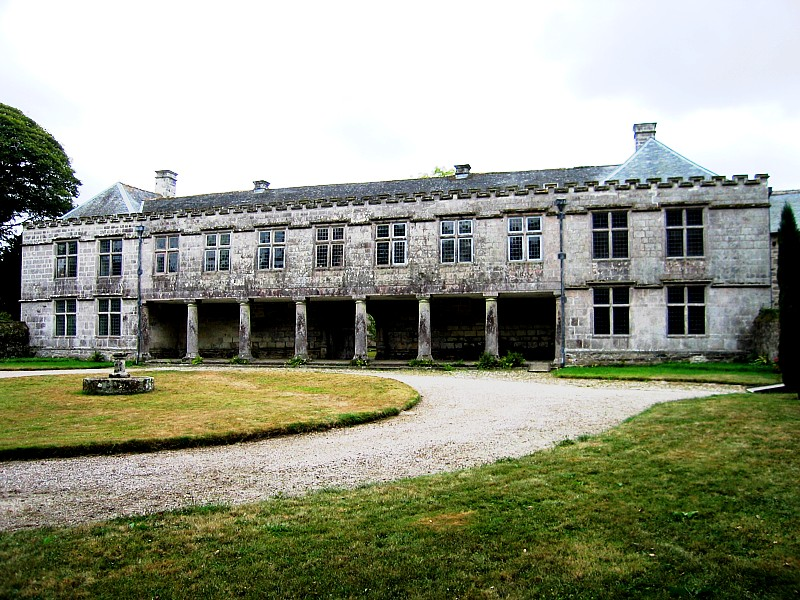
A Godolphin ház a cornwalli Penwith-ben

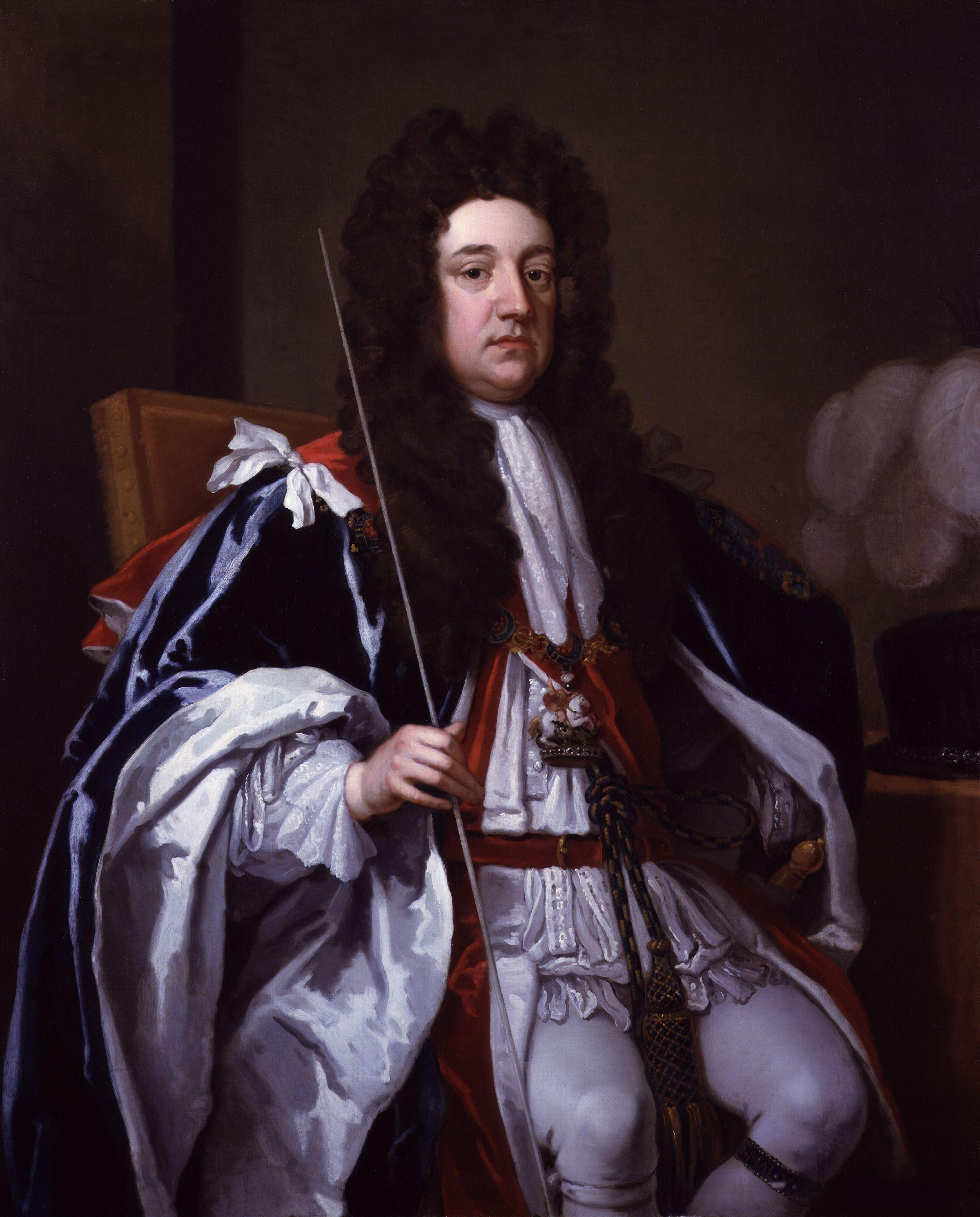
Godfrey Kneller olajfestménye 1723 előttről. A képen Sidney Godolphin, az első gróf

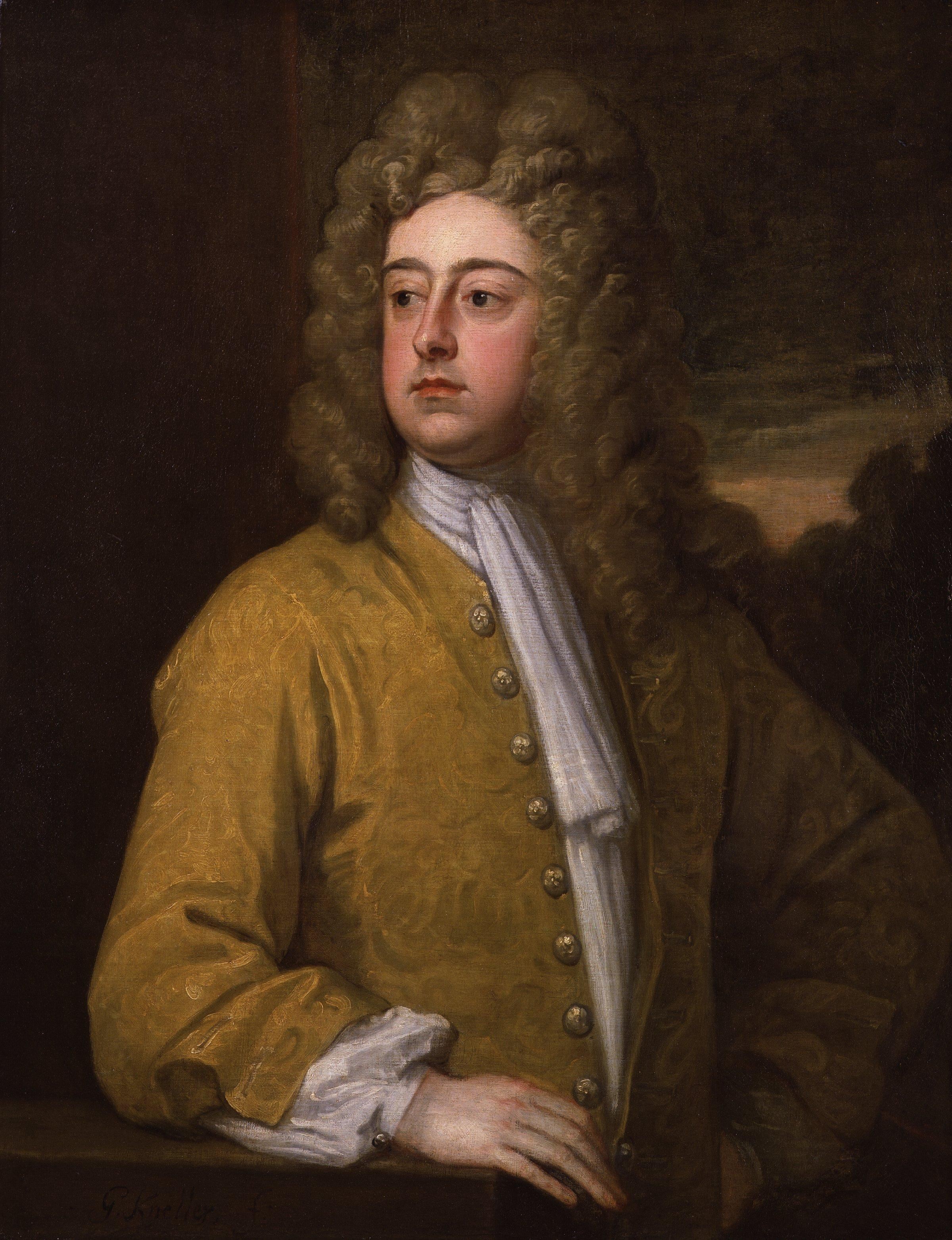
Francis Godolphin, Godolphin 2. grófja. Godfrey Kneller olajfestménye 1723 előttről, a képet 1945-ben a londoni Nemzeti Portrégalériának adományozták

Sidney Godolphin (1645. június 15. – 1712) a cornwalli Breage-ben ősi nemesi családba született Sir Francis Godolphin és Dorothy Berkeley második fiaként. Karrierje a II. Károly királyi udvarában kezdődött, ahol 1662-ben apródként szolgált. Innen építette fel politikai befolyását, és hamarosan a pénzügyek elismert szakértőjévé vált. 1684-ben főnemesi rangot kapott, először Rialton Godolphin bárója lett. II. Jakab uralkodása idején a Titkos tanács tagja volt, majd az állam pénzügyeiért felelős legfőbb tisztségviselővé – Lord High Treasurer – nevezte ki az uralkodó.
A kövtkező uralkodók – Orániai Vilmos és Mária, majd Anna – alatt is megőrizte befolyását. 1706. december 29-én Anna királynő Godolphin bárót Godolphin gróffá  (al– vagy mellékcíme: Rialton vikomt) emelte, ezzel egyidejűleg hivatalosan is a brit kabinet vezető pénzügyi felelőse lett. 
Sidney Godolphin hathatós szerepet játszott az 1706–1707-es egyesülési törvények – az Angol Királyság és a Skót Királyság egyesítését lehetővé tevő jogszabályok – megalkotásában. Anna minisztereként a pénzügyekért felelős First Lord of the Treasury-ként szolgált 1702 és 1710 között. Folyamatos politikai támadás alatt állt, végül a királynő 1710‑ben leváltotta. 1712. szeptember 15‑én halt meg St Albansban, Westminster Abbey-ben temették el nagy ünnepségek keretében.

## Francis Godolphin, Godolphin 2. grófjaPC
Francis Godolphin (1678. szeptember 3. – 1766. január 17.) Sidney Godolphin, Godolphin első grófja és Margaret Blagge egyetlen gyermeke. Anyja halála után John Evelyn, a család közeli barátja, felügyelte neveltetését, és felnőttként is figyelemmel kísérte pályafutását. Godolphin az Eton College-ban, majd a cambridge-i King's College-ban tanult, ahol 1705-ben szerzett MA fokozatot. Első hivatalát 1698-ban kapta, amikor a kancellári bíróság közös nyilvántartója lett, 1699 és 1704 között pedig a pénzügyminisztérium egyik pénztárosa volt. 1701 és 1710 között több választókerület képviselője volt az alsóházban, közben 1704-től 1711-ig az udvari pénztár vezetőjeként is szolgált. A Cornwall Hercegséghez tartozó területeken 1705 és 1708 között különféle hivatalt töltött be, többek közt a Dartmoor erdőmesteri posztját is.
1712-ben apja halálával örökölte a grófi címet, a Lordok Házának tagja lett. A hannoveri uralkodóváltás után 1714-ben újra kinevezték udvari pénztárnokká, majd 1715-től 1735-ig Oxfordshire hadnagya. I. György király kamarása lett 1716-ban, 1723-ban titkos tanácsosi rangot kapott. II. György uralkodása alatt főudvarmesterként és First Lord of the Bedchamber szolgált. Emellett több ceremoniális tisztséget is betöltött: Woodstock ispánja, Banbury főfelügyelője és a Scilly-szigetek kormányzója is volt. 1735-ben Helston Godolphin bárójává emelték, különleges örökösödési rendelkezéssel, amely unokaöccsére, Henry Godolphin (a Szent Pál-székesegyház dékánja) férfiági utódaira hagyta a címet. Három alkalommal, az uralkodó távollétében az Egyesült Királyság helytartó tanácsának tagjaként is szolgált.
Az angol telivér fajta kialakulásában kulcsszerepet játszott a Godolphin Arabian nevű mén, amelyet Francis Godolphin birtokolt. Az eredetileg észak-afrikai származású lovat Angliában fedezőménként használták, és nevét tulajdonosáról kapta. A Godolphin Arabian a telivér három alapító ménje közé tartozik a Darley Arabian és a Byerley Turk mellett, és vérvonala számos híres versenylóban tovább élt. A Godolphin család örökre beírta nevét a lótenyésztés történetébe.
Felesége 1698 márciusában Henrietta Churchill lett, John Churchill, Marlborough 1. hercege legidősebb lánya. Henrietta 1722-ben apja halála után saját jogán lett Marlborough hercegnője, 1733-ban halt meg. Egy fiuk született, William, aki apja előtt 1731-ben meghalt. A  A házaspár kapcsolata több kortárs szerint barátságos volt, Henrietta viszonya William Congreve drámaíróval azonban társadalmi botrányt kavart.
Godolphin hosszú életet élt, és haláláig befolyásos szereplő maradt a brit politikában és udvari életben. A Cornwall megyei Helston zsebválasztókerületet ő ellenőrizte, ahol jelöltjei éveken át parlamenti mandátumhoz jutottak. Hálából 1763-ban újjáépítette a helstoni templomot, és rendszeresen ő fizette a választók közterheit. Műveltségét két könyvre korlátozta: Burnet történetére és Colley Cibber önéletírására, ezeket folyamatosan újraolvasta. 1766. január 17-én hunyt el, a Godolphin grófi és bárói címek vele kihaltak, de a Helston Godolphin báróság unokatestvérére, Francis Godolphinre szállt. 
William Godolphin, Blandford márkija
William Godolphin, (~1700 – 1731. augusztus 24.) Henrietta Churchill és Francis Godolphin, Godolphin 2. gróf fia volt. 1720-ban Penryn város whig képviselőként bekerült a brit parlamentbe, majd 1727-től Woodstock képviselője lett. 1729-ben feleségül vette szerelmét, a polgári származású Maria Catherina Haeck de Jongot (1695–1779), az utrechti polgármester lányát. Ezzel megbotránkoztatta a családját, mert a házassághoz nem kapott uralkodói engedélyt és a családja is ellenezte. 1730-ban tiszteletbeli jogi doktorátust (D.C.L.) kapott Oxfordban. 1731-ben agyvérzésben meghalt. Nem hagyott utódot, így halálával a Marlborough hercegi cím örököse unokatestvére, Sunderland 5. grófja lett.

## Fordítás
- Ez a szócikk részben vagy egészben  az   Earl of Godolphin című angol Wikipédia-szócikk ezen változatának fordításán alapul.  Az eredeti cikk szerkesztőit annak laptörténete sorolja fel. Ez a jelzés csupán a megfogalmazás eredetét és a szerzői jogokat jelzi, nem szolgál a cikkben szereplő információk forrásmegjelöléseként.
- Ez a szócikk részben vagy egészben  a   Sidney Godolphin, 1st Earl of Godolphin című angol Wikipédia-szócikk ezen változatának fordításán alapul.  Az eredeti cikk szerkesztőit annak laptörténete sorolja fel. Ez a jelzés csupán a megfogalmazás eredetét és a szerzői jogokat jelzi, nem szolgál a cikkben szereplő információk forrásmegjelöléseként.
- Ez a szócikk részben vagy egészben  a   Francis Godolphin, 2nd Earl of Godolphin című angol Wikipédia-szócikk ezen változatának fordításán alapul.  Az eredeti cikk szerkesztőit annak laptörténete sorolja fel. Ez a jelzés csupán a megfogalmazás eredetét és a szerzői jogokat jelzi, nem szolgál a cikkben szereplő információk forrásmegjelöléseként.
- Ez a szócikk részben vagy egészben  a   Henrietta Godolphin, 2nd Duchess of Marlborough című angol Wikipédia-szócikk ezen változatának fordításán alapul.  Az eredeti cikk szerkesztőit annak laptörténete sorolja fel. Ez a jelzés csupán a megfogalmazás eredetét és a szerzői jogokat jelzi, nem szolgál a cikkben szereplő információk forrásmegjelöléseként.
- Ez a szócikk részben vagy egészben  a   William Godolphin, Marquess of Blandford című angol Wikipédia-szócikk ezen változatának fordításán alapul.  Az eredeti cikk szerkesztőit annak laptörténete sorolja fel. Ez a jelzés csupán a megfogalmazás eredetét és a szerzői jogokat jelzi, nem szolgál a cikkben szereplő információk forrásmegjelöléseként.
- Ez a szócikk részben vagy egészben  a   List of governors of Scilly című angol Wikipédia-szócikk ezen változatának fordításán alapul.  Az eredeti cikk szerkesztőit annak laptörténete sorolja fel. Ez a jelzés csupán a megfogalmazás eredetét és a szerzői jogokat jelzi, nem szolgál a cikkben szereplő információk forrásmegjelöléseként.